# The Outforce
The Outforce est un jeu vidéo de stratégie en temps réel sorti en 2001 et fonctionne sur Windows. Le jeu a été développé par O3 Games puis édité par PAN Interactive et distribué par TF1 Multimedia.

## Synopsis
La Terre a été détruite par un astéroïde, forçant l'humanité à chercher une nouvelle planète dans une galaxie où ils rencontreront deux espèces extraterrestres se livrant une guerre depuis plusieurs centaines d'années. Après une courte guerre, les parties décident d'établir la paix et choisissent une station spatiale humaine pour palabrer. Cependant, la station ne donne rapidement plus signe de vie. Chaque clan croit à une traîtrise de l'autre et reprend la guerre.

## Système de jeu
Il s'agit d'un jeu de stratégie en temps réel se déroulant dans l'espace mais simulé dans un plan bidimensionnel. Les éléments ont une inertie et il est possible de remorquer les bâtiments pour les déplacer à l'envi dans l'aire de jeu.

## Équipe de développement
- Hans Andersson : conception du jeu, interface, effets, outils ;
- Erik Olofsson : programmeur, moteur réseau, moteur 2D, moteur 3D ;
- Magnus Auvinen : programmeur, effets, moteur 3D, Memory blitting ;
- Joskim Vingård : programmeur, IA, comportement des unités ;
- Frederik Ljungdahl : artiste 3D principal, conception des unités, conception des effets, cinématiques, tests ;
- Lars Johansson : artiste 3D, cinématiques, conception des unités, effets, équilibrage, gestion du projet et du beta-test ;
- Jan Andersson : artiste 3D, conception des cartes, des missions, cinématiques, retouche vidéo, conception de la musique ;
- Jens Larsson : artiste 2D/3D, production, conception graphismes et interface, cinématiques, conception du site web ;
- Johan Althoff : ingénieur son, création des effets sonores, production musicale, conception des missions, conception du site web, coordination de la localisation et du manuel ;
- Joel Johansson : artiste 2D/3D, conception, conception des cartes ;
- Theo Savidis : artiste 2D/3D, conception des effets, des unités, équilibrage des unités, béta-test, conception des cartes ;
- Marko Ahlgren : testeur, équilibrage des unités, béta-testeur.

## Accueil
| The Outforce          |      |        |
| Média                 | Pays | Notes  |
| Gamekult              | FR   | 3/10   |
| GameSpot              | US   | 70 %   |
| Gen4                  | FR   | 12/20  |
| IGN                   | US   | 65 %   |
| Jeuxvideo.com         | FR   | 11/20  |
| Joystick              | FR   | 31 %   |
| PC Zone               | US   | 55 %   |
| Compilations de notes |      |        |
| Metacritic            | US   | 56 %   |
| GameRankings          | US   | 59,3 % |